# Brachypipona orientalis
Brachypipona orientalis (лат.) — вид одиночных ос из подсемейства Eumeninae. Эндемики Юго-Западной Азии.

## Распространение
Турция (Gurun). Иран (Razan). Обнаружены на высоте около 2100 метров.

## Описание
Мелкие одиночные осы (тела около 9 мм). Клипеус слегка вытянутый (соотношение сторон 4,2:3,4). По некоторым признакам близок к виду одиночных ос Brachypipona longicornis (Morawitz, 1895) (=Odynerus interpositus Kstylev, 1940). Вид был описан в 2004 году австрийским энтомологом Йозефом Гусенляйтнером (нем. Josef Gusenleitner; Линц, Австрия). Взрослые самки охотятся на личинок насекомых для откладывания в них яиц.